# Gnypeta brunnescens
Gnypeta brunnescens är en skalbaggsart som beskrevs av Thomas Casey 1911. Gnypeta brunnescens ingår i släktet Gnypeta och familjen kortvingar. Inga underarter finns listade i Catalogue of Life.